# St. Peter (Irndorf)

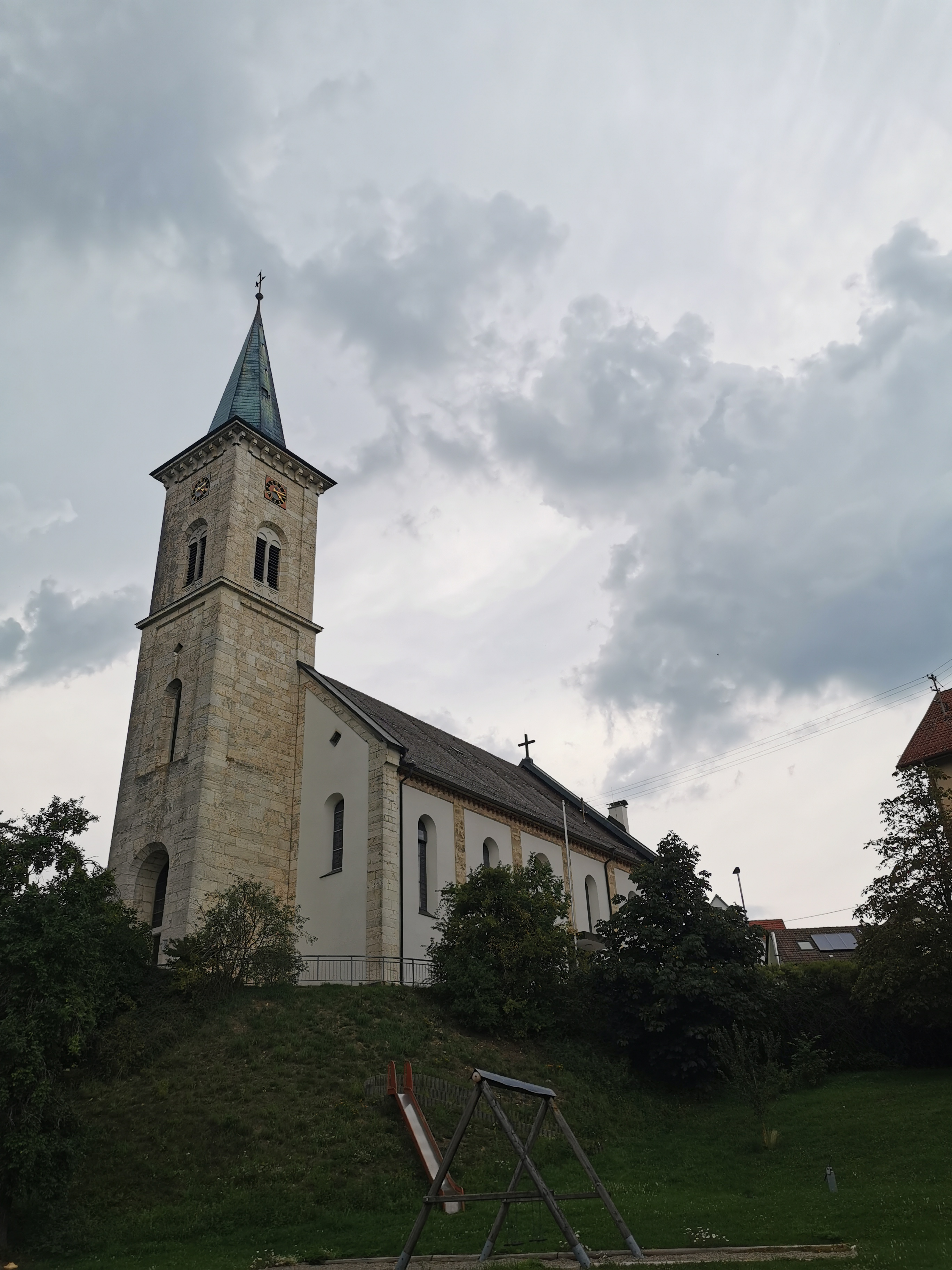
St. Peter in Irndorf

St. Peter ist eine römisch-katholische Pfarrkirche in Irndorf im Landkreis Tuttlingen in Baden-Württemberg. Die neuromanische Kirche wurde in den Jahren 1848/49 erbaut und gehört zur Seelsorgeeinheit Donau-Heuberg im Dekanat Tuttlingen-Spaichingen der Diözese Rottenburg-Stuttgart.

## Geschichte
Bereits vor dem Jahr 1255 bestand in Irndorf eine Kirche, die zum Besitz des Klosters Beuron gehörte. Das Kloster erwarb 1253 das Patronatsrecht und versah die Pfarrei über Jahrhunderte hinweg mit eigenen Geistlichen. Im Jahr 1409 gingen das Patronatsrecht und die Ortsherrschaft an die Adelsfamilie von Enzberg über.

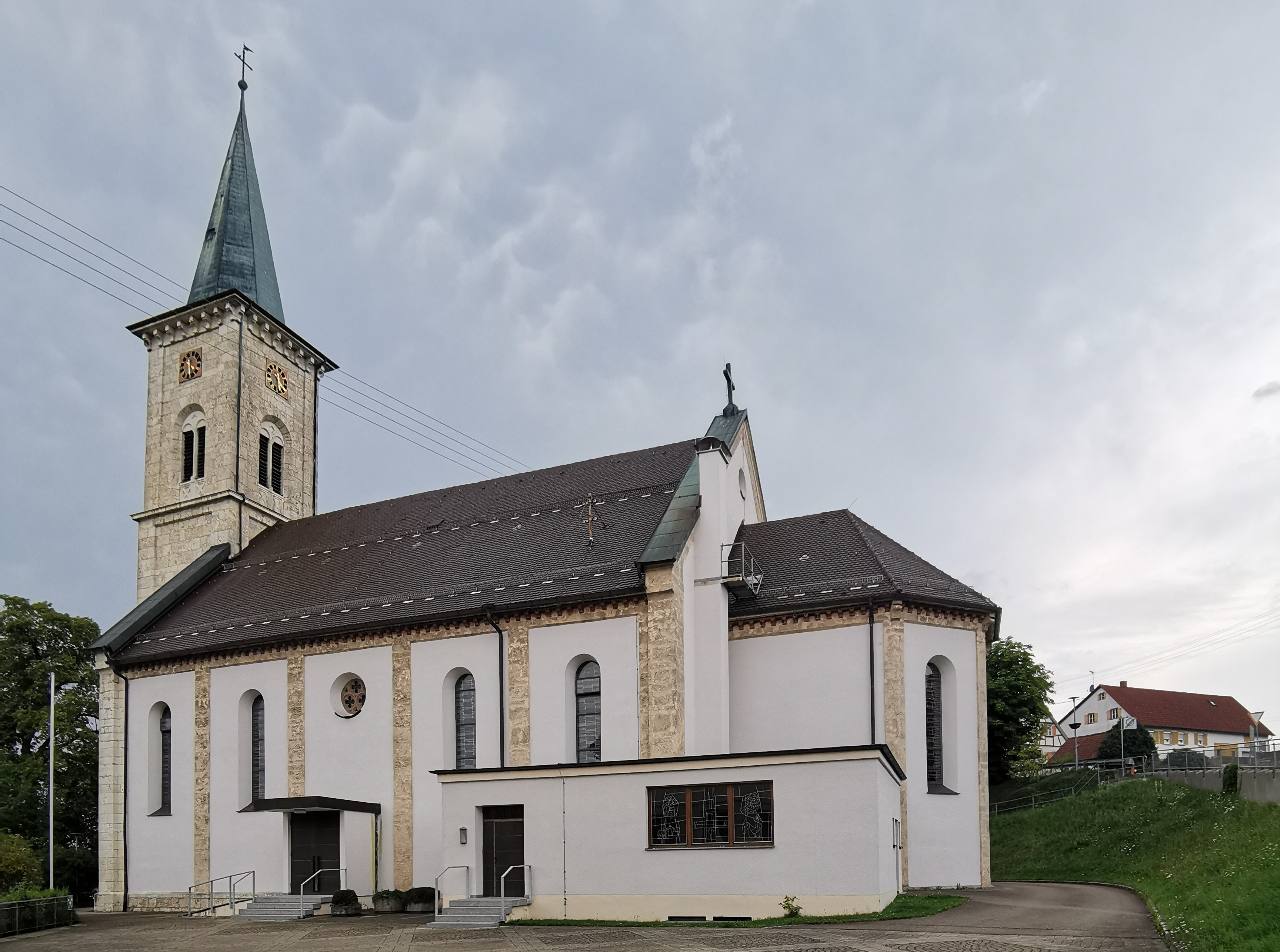
Sicht auf Chorraum und Sakristei

Die ursprüngliche Dorfkirche war im Laufe der Zeit zu klein geworden, weshalb man 1848 mit dem Bau einer neuen Pfarrkirche begann. Der Neubau wurde 1849 vollendet und auf zu Ehren St. Peters geweiht. Der 46 Meter hohe Kirchturm ist bereits von weitem sichtbar und prägt das Ortsbild. Die alte Kirche blieb erhalten und dient seither als Friedhofskapelle. 
Im Jahr 1899 wurde die Kirche von dem Künstler Paul Krebs im Beuroner Stil ausgemalt. 
Im Rahmen einer umfassenden Renovierung in den Jahren 1963 bis 1967 wurde ein historisches Dokument entdeckt, das belegte, dass die Gemeinde ursprünglich „Irndorf“ und nicht, wie bis dahin angenommen, „Irrendorf“ hieß. Die Entdeckung führte in den 1970er-Jahren zur amtlichen Wiederherstellung des ursprünglichen Ortsnamens. Für viele Einwohner war diese Korrektur von großer Bedeutung, da der Name „Irrendorf“ als stigmatisierend empfunden worden war.

## Ausstattung

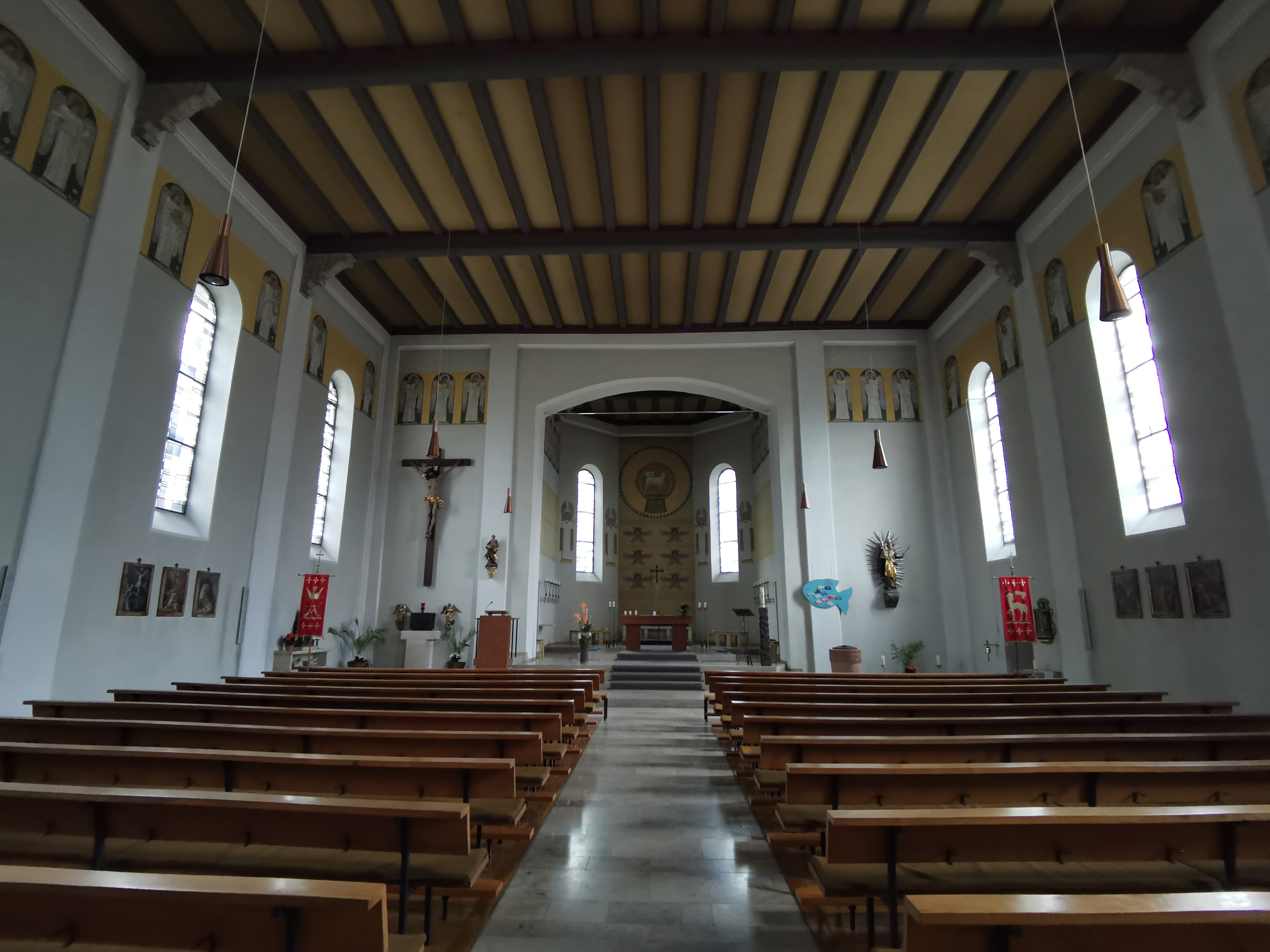
Blick zum Altar

Das Innere der Kirche wurde im Jahr 1899 von Paul Krebs vollständig im Beuroner Stil ausgemalt, einer religiösen Kunstform, die aus dem Kloster Beuron hervorging und sich durch symbolische Strenge, klare Linienführung und eine tiefe theologische Durchdringung der Bildmotive auszeichnet.
Zu den bedeutendsten Ausstattungsstücken der Kirche zählen ein gotisches Kruzifix und eine Pietà aus der alten Kirche, die bei der Errichtung des Neubaus übernommen wurden, und ein barockes Reliquiar mit Überresten der seligen „Guten Beth von Reute“, das einen festen Platz im Kirchenraum einnimmt und bis heute Ziel von Verehrung ist.

Der Altartisch, der Ambo und der Taufstein wurden aus rotem Marmor gefertigt.

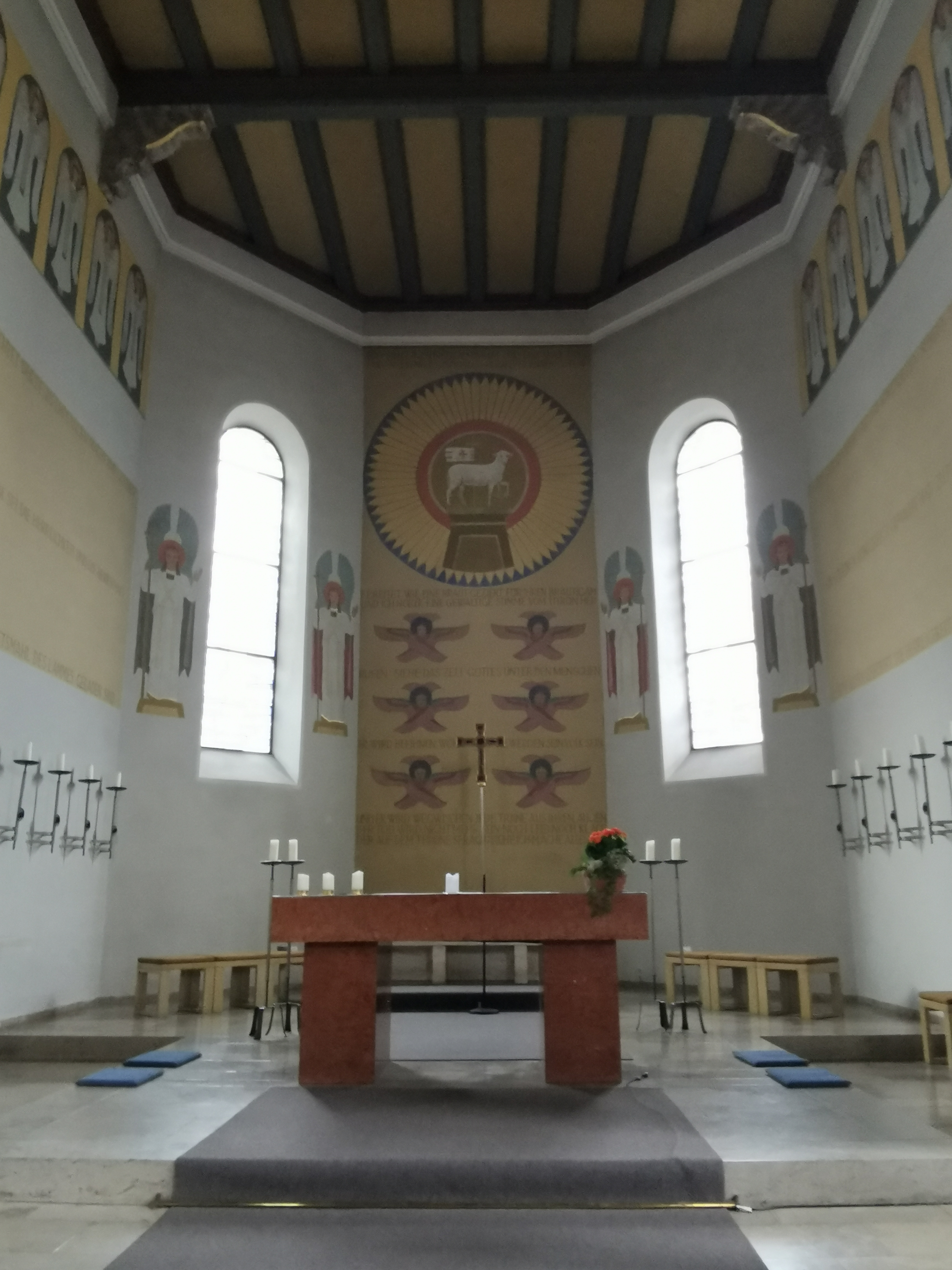
Altarraum
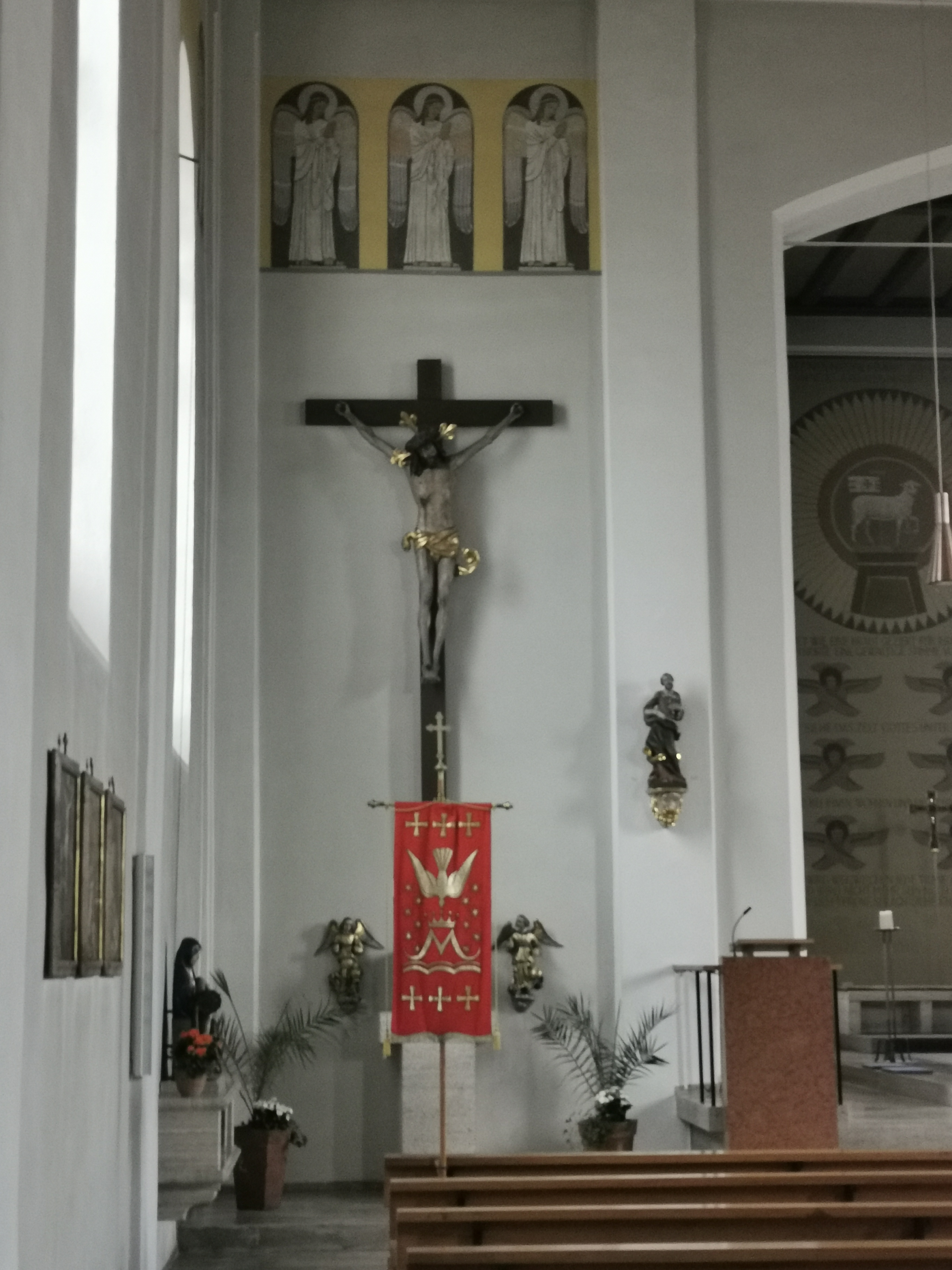
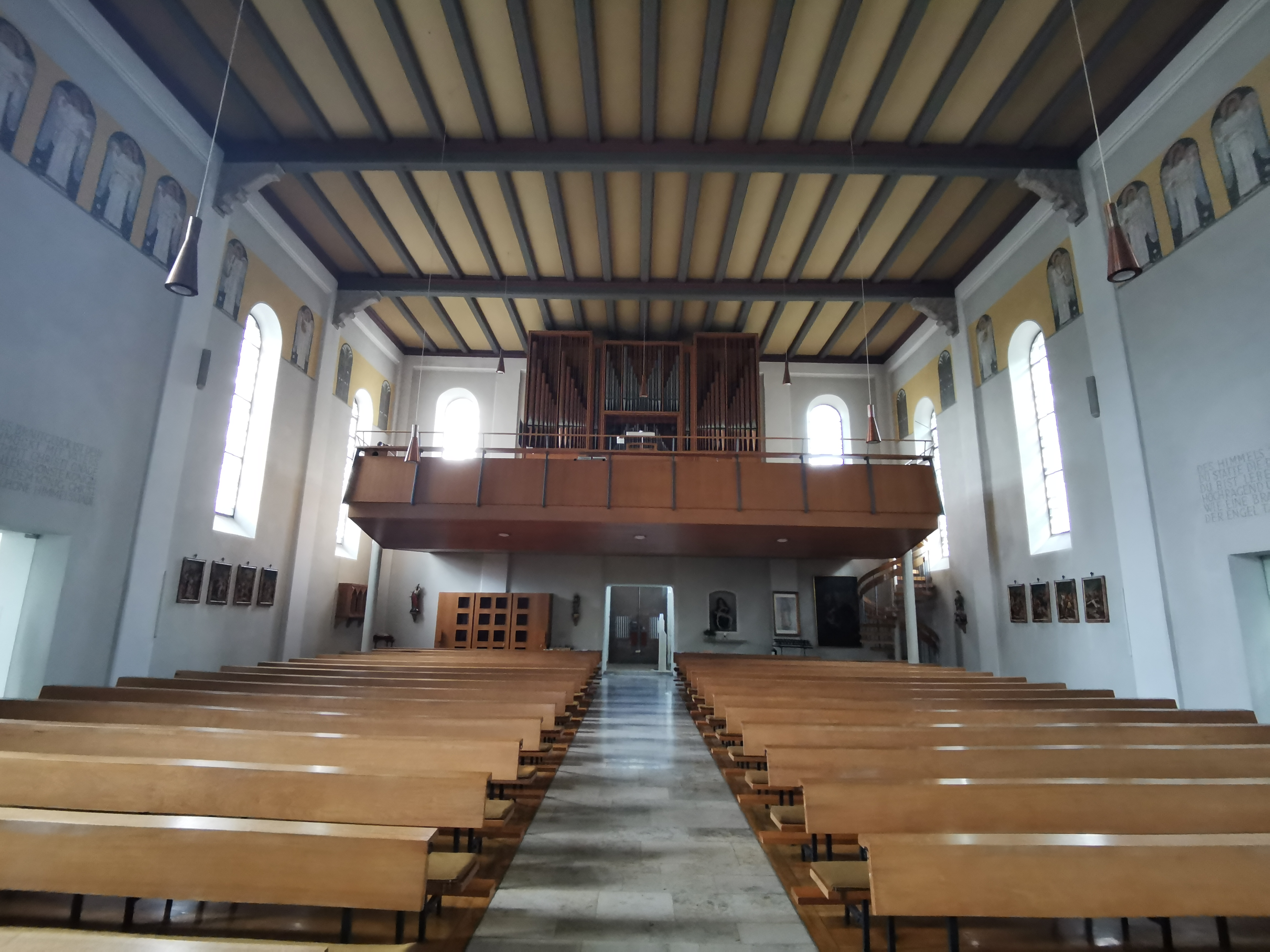
Blick zur Orgelempore
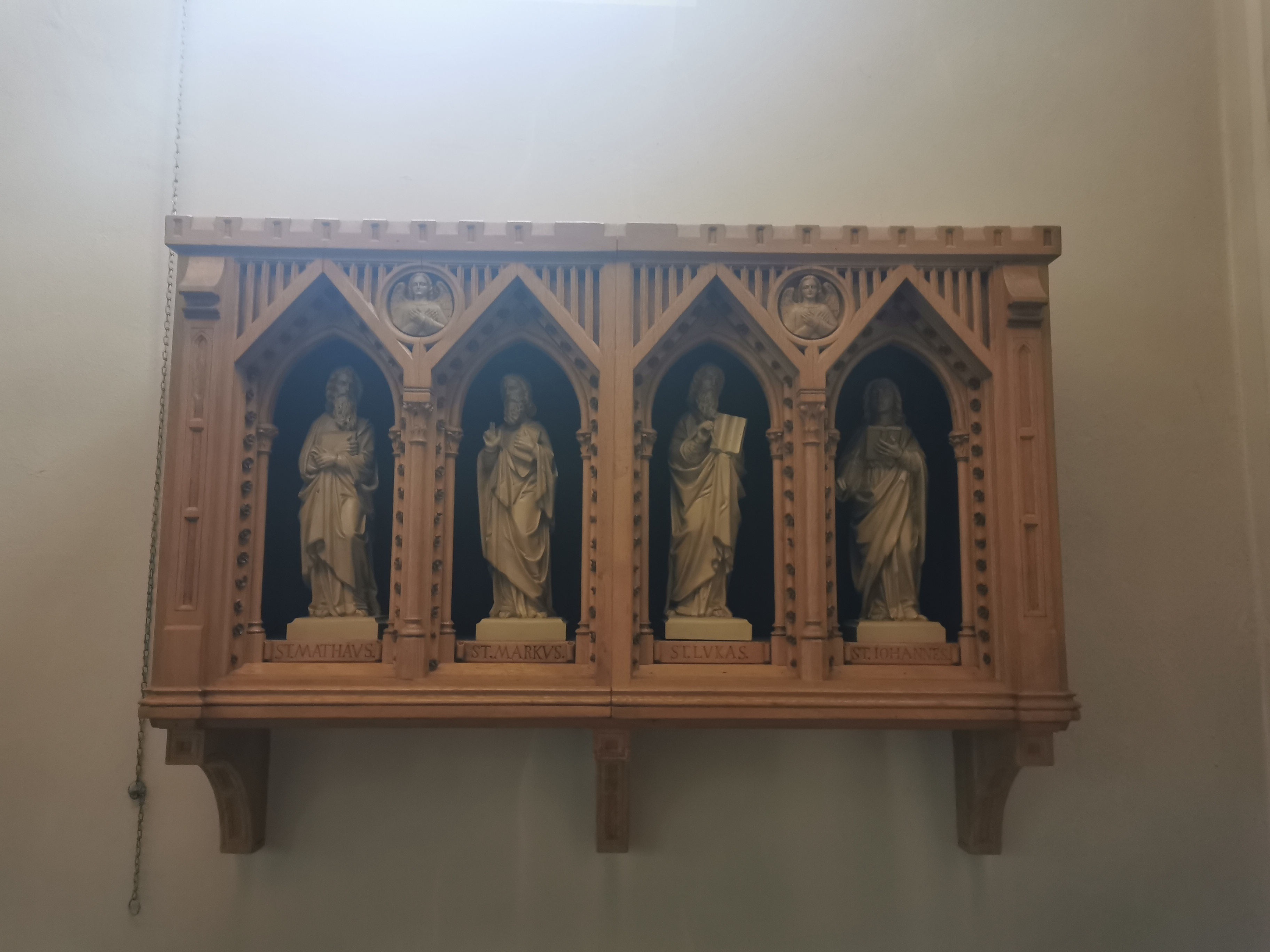
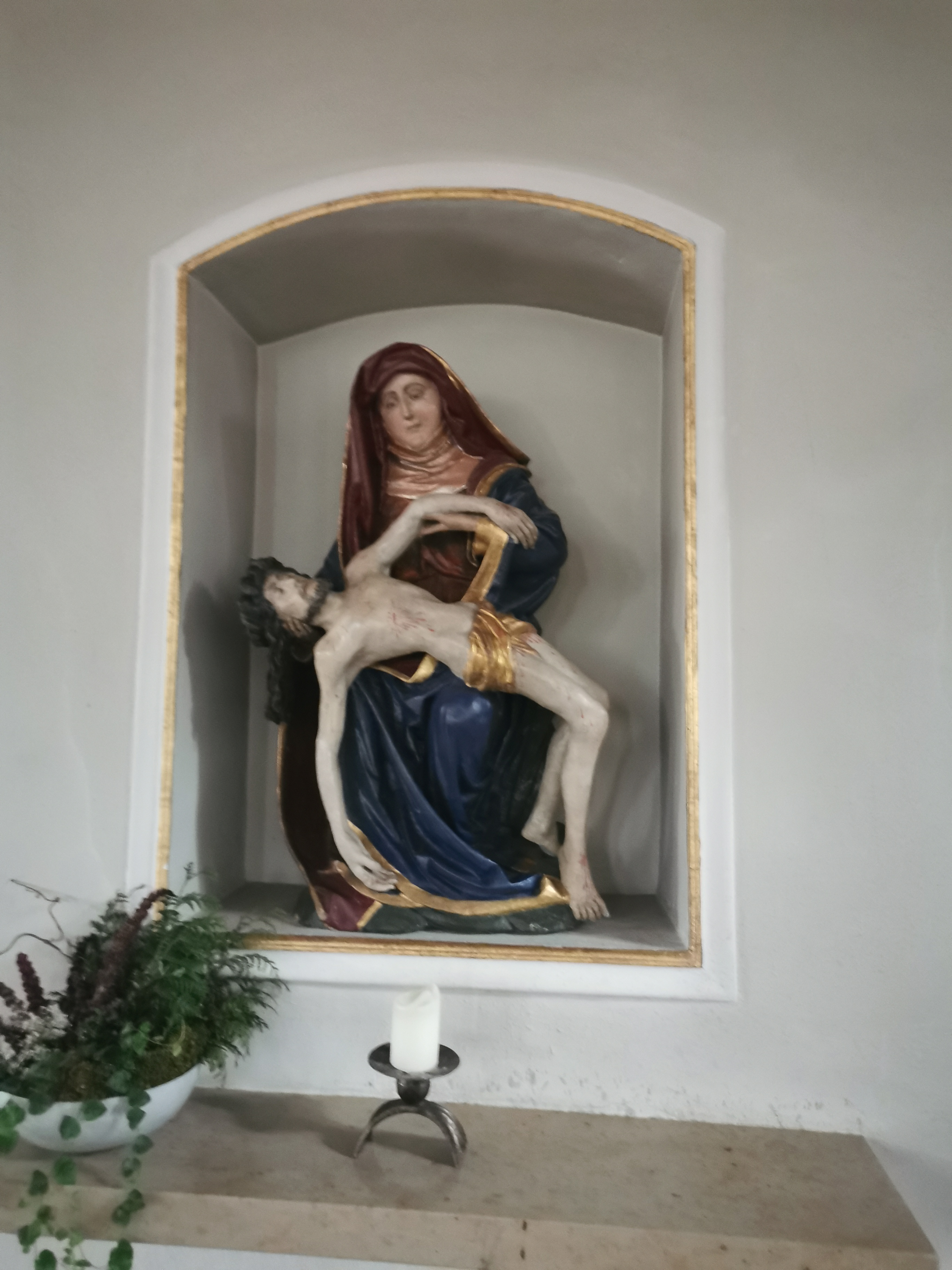
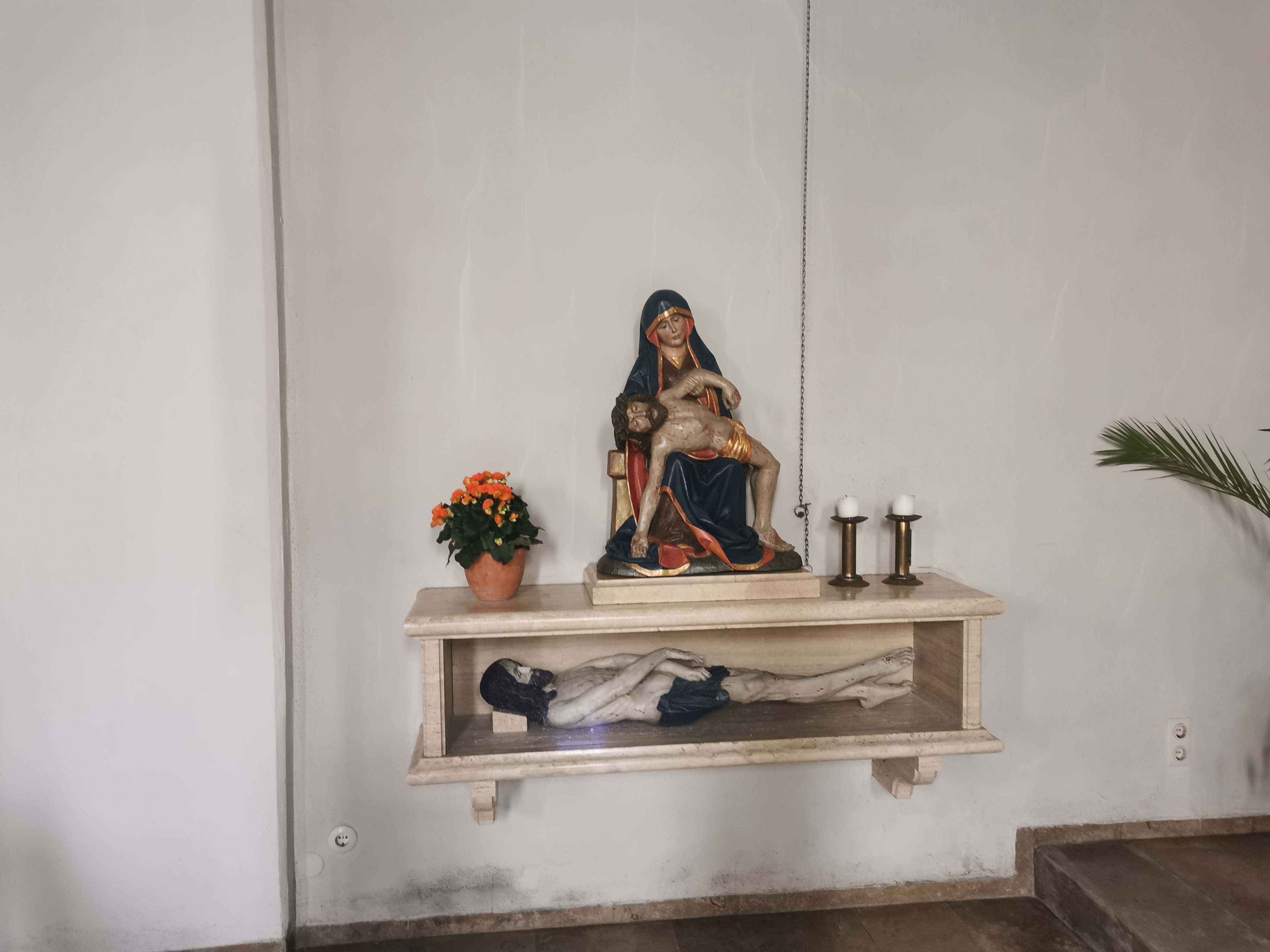
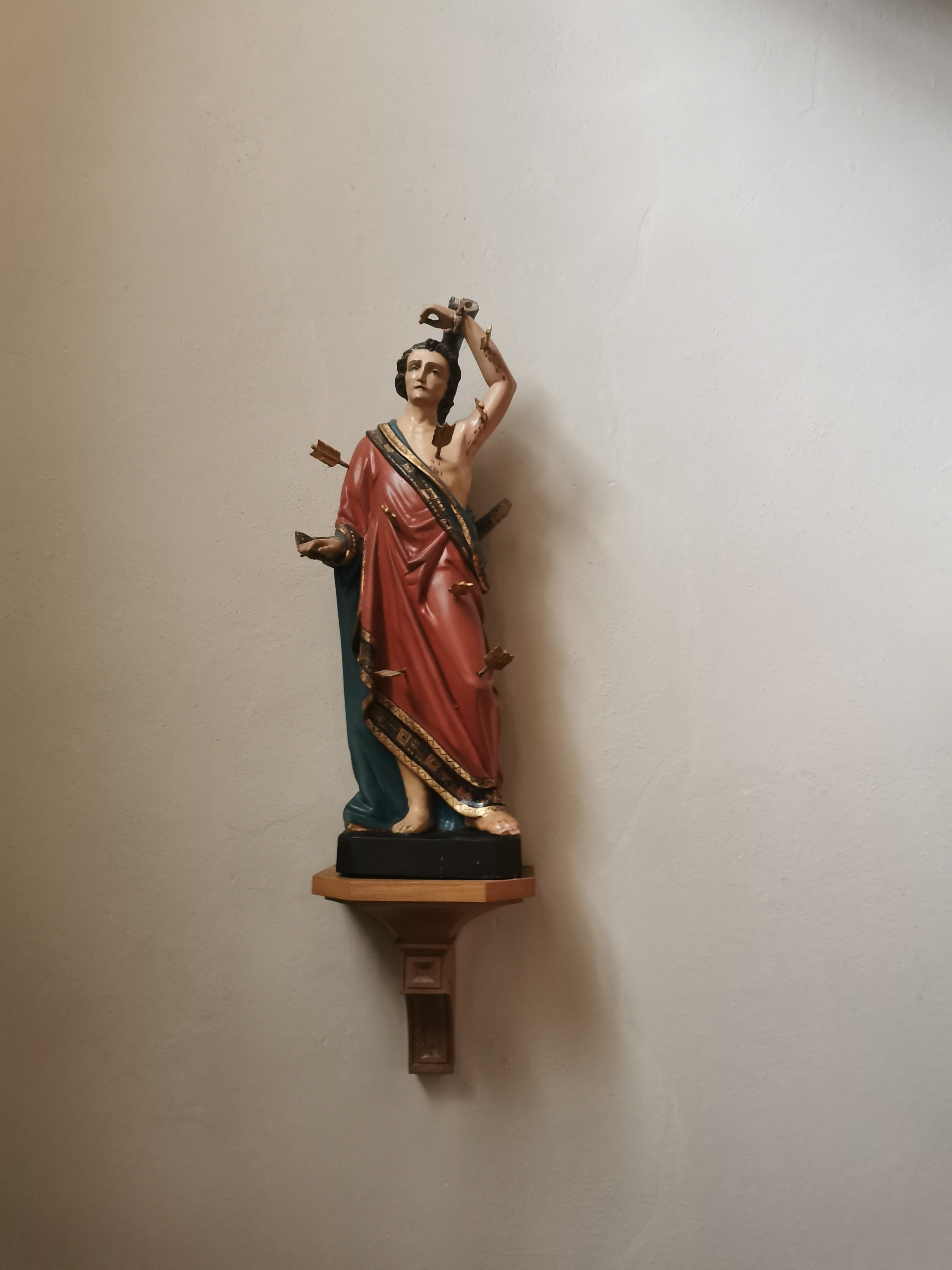
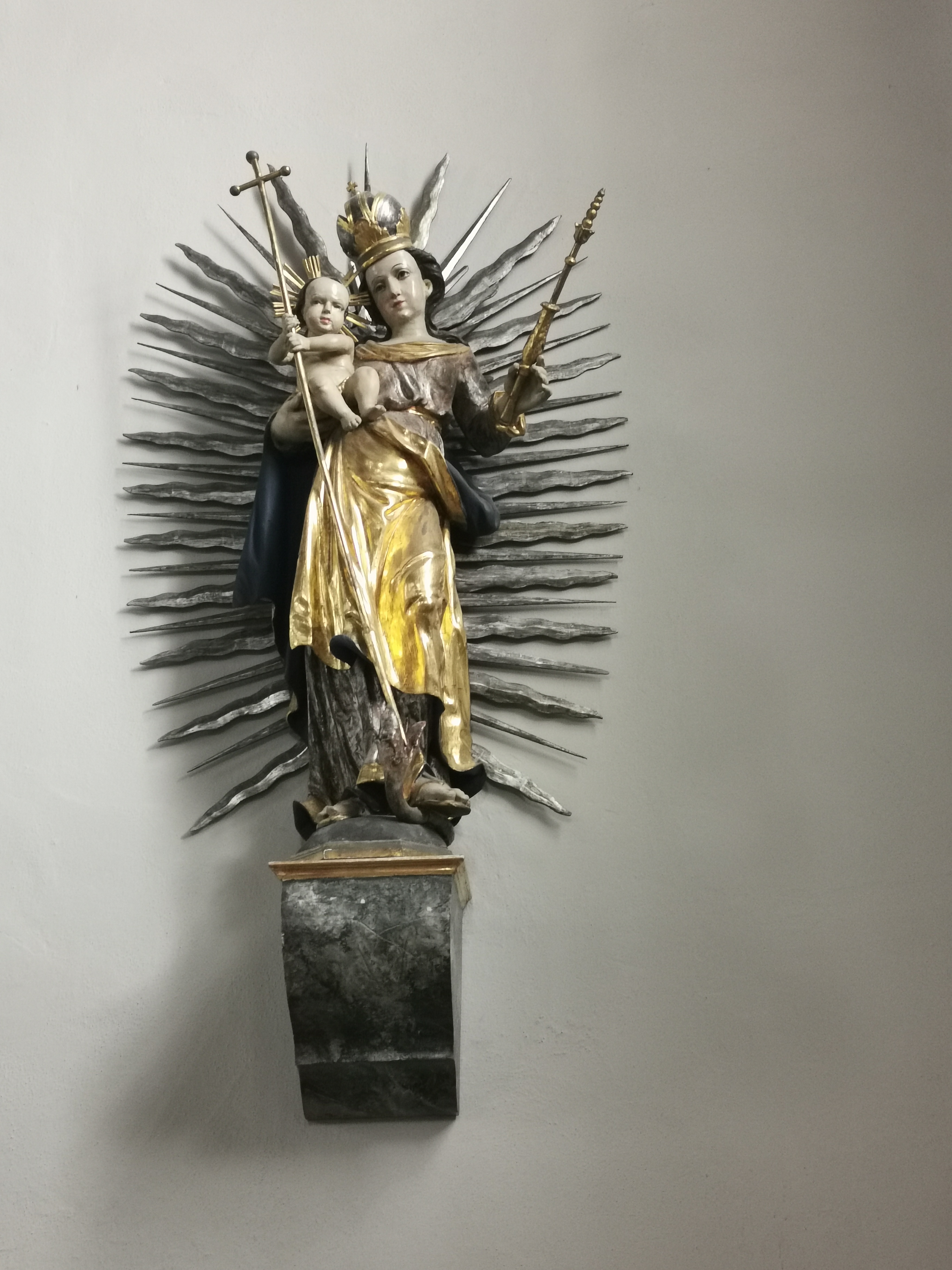
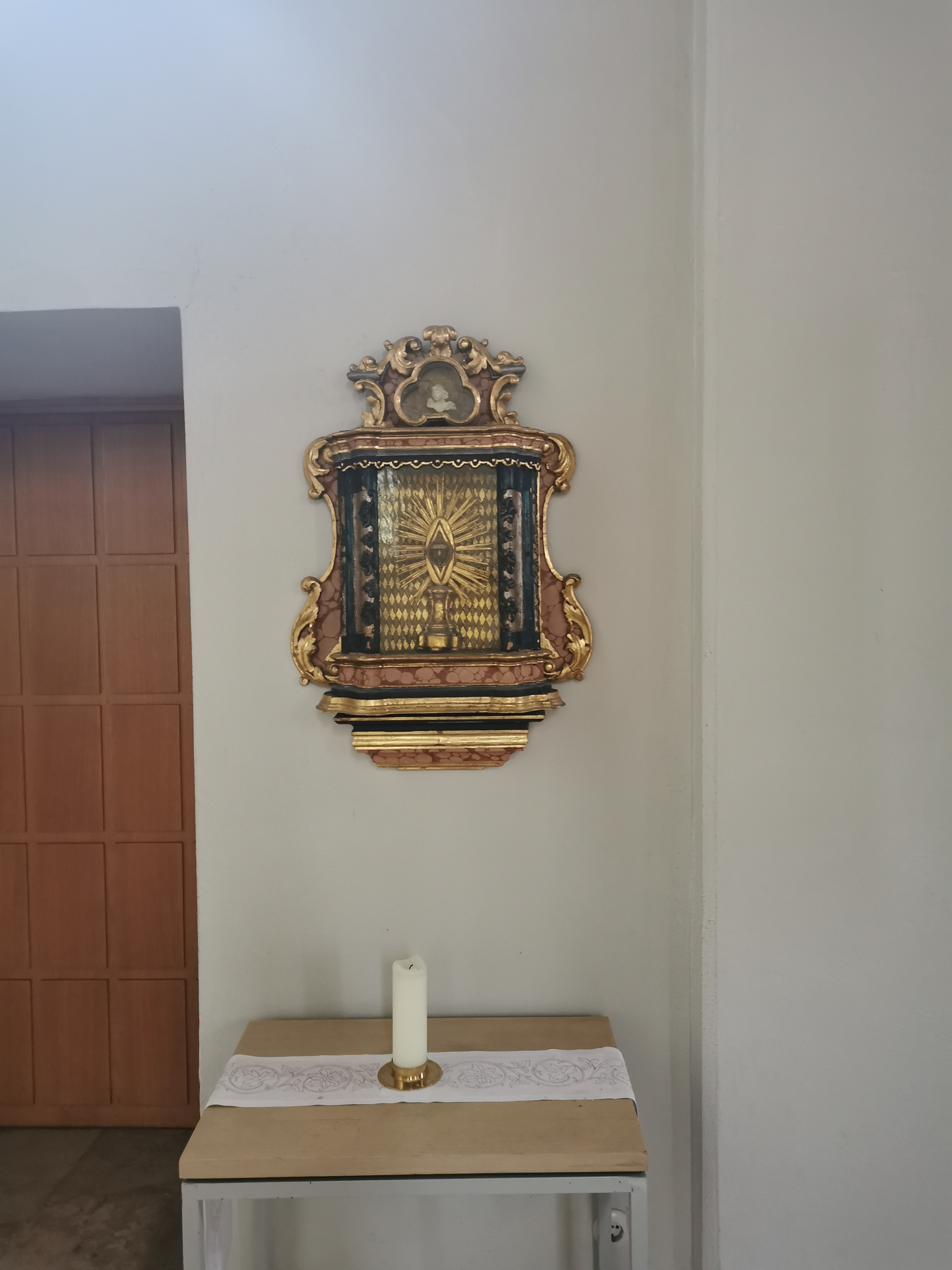